# Maudit bonheur
Albums de Michel Rivard
Le Goût de l'eau... et autres chansons naïves
(1992) Bonsoir... mon nom est toujours Michel Rivard et voici mon album quadruple
(2002)
Maudit bonheur est un album de Michel Rivard édité au Québec en 1998 par Audiogram. La dernière pièce, Ça reste dans la famille, est la chanson-thème du film La Fête des rois de Marquise Lepage.

## Titres
Tous les titres sont composés par Michel Rivard sauf indication contraire.
| No  | Titre                          | Durée |
| --- | ------------------------------ | ----- |
| 1.  | Pleurer pour rien              |       |
| 2.  | Toute personnelle fin du monde |       |
| 3.  | Par un hublot d'avion          |       |
| 4.  | Maudit bonheur                 |       |
| 5.  | La maison froide               |       |
| 6.  | Pars, mon bel oiseau           |       |
| 7.  | Rue Sanschagrin                |       |
| 8.  | Toujours là pour elles         |       |
| 9.  | Mon triste et pauvre cœur      |       |
| 10. | Ta robe rouge                  |       |
| 11. | Madeleine (Jacques Brel)       |       |
| 12. | Ça reste dans la famille       |       |

## Musiciens
- Le Flybin Ensemble 
  - Michel Rivard : voix solo, guitares acoustique et résophonique, piano ;
  - Rick Haworth : guitare électrique, pedal steel, lap-steel, dobro, weissenborn, mandoline, bouzouki, tiple ;
  - Mario Légaré : basse, contrebasse, stick ;
  - Clode Hamelin : violoncelle, guitare classique ;
  - Francis Covan : violon, accordéon, flûte à bec ;
  - Kenneth Pearson : orgue Hammond B-3, piano électrique ;
  - Michel Dupire : percussions ;
  - Dominique Messier : batterie ;
- Invités 
  - Kate et Anna McGarrigle : voix (6) ;
  - Isabelle Roy : voix (7) ;
  - Dave Gossage : low whistle irlandais (6) ;
  - Francine Martel : tambourin (6) ;
- Arrangements : 
  - Michel Rivard, Rick Haworth et le Flybin Ensemble ;
  - Clode Hamelin : arrangement des cordes (4) ;
- Réalisation : Rick Haworth et Michel Rivard[2],[1].

## Certification
| Pays   | Association  | Certification | Ventes/Équivalence |
| ------ | ------------ | ------------- | ------------------ |
| Canada | Music Canada | or            | 50 000             |